# Anolis apletolepis
Anolis apletolepis (ла-сельський гілочковий аноліс) — вид ігуаноподібних ящірок родини анолісових (Dactyloidae). Ендемік острова Гаїті. Описаний у 2016 році.

## Поширення і екологія
Ла-сельські гілочкові аноліси мешкають в горах Ла-Сель на південному сході Гаїті та в горах Сьєрра-де-Баоруко в Домініканській Республіці. Вони живуть в тропічних лісах, на висоті від 1575 до 1840 м над рівнем моря.